# Tris(trifluormethansulfonyl)methan
Tris(trifluormethansulfonyl)methan ist eine organische Supersäure. Das Anion der Substanz wird als Tris(trifluormethansulfonyl)methid, seltener auch nur als Methid, bezeichnet.

## Geschichte
Tris(trifluormethansulfonyl)methan wurde 1988 erstmals von Lutz Turowsky und Konrad Seppelt hergestellt.

## Gewinnung und Darstellung
Die Synthese von Tris(trifluormethansulfonyl)methan kann aus Trifluormethansulfonylfluorid und Methylmagnesiumchlorid erfolgen. Alternativ kann Bis(trifluormethansulfonyl)methan zuerst mit Methylmagnesiumchlorid und anschließend mit Trifluormethansulfonylfluorid umgesetzt werden. Bis(trifluormethansulfonyl)methan kann ebenfalls mit Trifluormethansulfonsäureanhydrid umgesetzt werden.

## Eigenschaften
Die Säurekonstante pKS der Substanz in der Gasphase beträgt ca. −18. Im Anion befindet sich die negative Ladung formal am zentralen Kohlenstoffatom, durch Delokalisierung kann diese aber auf die sechs Sauerstoffatome verteilt werden.

## Verwendung
Salze des Tris(trifluormethansulfonyl)methans, die Tris(trifluormethansulfonyl)methide, werden als Katalysatoren eingesetzt. Die Scandium- und Ytterbiumsalze können in Nitrierungen, das Ytterbiumsalz in Friedel-Crafts-Acylierungen eingesetzt werden. Das Scandiumsalz und die freie Säure können Ester debenzylieren, das Kupfersalz kann Amide debenzylieren.
Methide mit N-Methyl-N-alkyl-pyrrolidinium-Kation (n=1, 2, 3, 4) weisen einen Schmelzpunkt von unter 100 °C auf und werden zu den ionischen Flüssigkeiten gezählt.